# Feodora Kotsjerhina
Feodora Hryhorivna Kotsjerhina (Oekraïens: Феодора Григорівна Кочергіна; meisjesnaam: Орел; Orel) (Dnjepropetrovsk, 22 maart 1942 - Kiev, 7 februari 2017), is een voormalig basketbalspeelster die uitkwam voor het nationale team van de Sovjet-Unie. Ze werd Meester in de sport van de Sovjet Unie in 1965.

## Carrière
Kotsjerhina speelde vanaf 1957 voor Spartak Dnjepropetrovsk. In 1959 stapte ze over naar Dinamo Kiev. In 1971 stopte ze met basketbal.
Met het nationale team van de Sovjet-Unie won Kotsjerhina goud in 1964 en 1967 op het Wereldkampioenschap en drie keer goud op het Europees Kampioenschap in 1962, 1964 en 1966.
Ze studeerde af aan de Nationale universiteit voor lichamelijke opvoeding en sport van Oekraïne.

## Erelijst
- Wereldkampioenschap: 2
  - Goud: 1964, 1967
- Europees Kampioenschap: 3
  - Goud: 1962, 1964, 1966